# Schtschapina
Die Schtschapina (russisch Щапина, auch Lewaja Schtschapina (Левая Щапина)) ist ein rechter Nebenfluss der Kamtschatka auf der Kamtschatka-Halbinsel.
Die Schtschapina entspringt etwa 50 km nördlich des Vulkans Kronozkaja Sopka im Ostkamm der südlichen Kamtschatka-Halbinsel. Sie fließt anfangs kurz in nordwestlicher Richtung, wendet sich dann aber nach Südwesten und durchfließt ein Hochtal westlich des Kisimen-Vulkans, bevor sie ihre Fließrichtung nach Nordwesten ändert und in die Niederung des Kamtschatka-Flusses fließt. Der größte Nebenfluss, die Prawaja Schtschapina, mündet von links in die Schtschapina. Im Unterlauf weist sie eine Reihe von Mäandern auf, bevor sie rechtsseitig in die Kamtschatka mündet. Die Schtschapina hat eine Länge von 172 km. Sie entwässert ein Areal von 3420 km². 
Im Fluss kommen Regenbogenforelle, Japan-Saibling und Äschen vor. Zum Laichen schwimmen verschiedene Lachsfische den Fluss aufwärts. Zu diesen zählen Rotlachs, Ketalachs und Buckellachs.